# FFG-817 광주
FFG-817 광주는 대한민국 해군이 운용하는 인천급 호위함 중 하나이다.